# El Risitas
Pour les articles homonymes, voir Borja.
Juan Joya Borja, plus connu sous le nom de El Risitas, né le 5 avril 1956 à Séville (Espagne) et mort le 28 avril 2021 dans la même ville, est un humoriste, acteur et phénomène Internet espagnol.
Il est devenu populaire internationalement en 2015, grâce aux nombreuses parodies issues d'un entretien de l'émission espagnole de Jesús Quintero, Ratones coloraos.

## Biographie
Juan Joya Borja naît à Séville. Il travaille d'abord en tant que cuisinier et manutentionnaire dans le bâtiment. Affublé de son célèbre sobriquet cuñao (déformation de cuñado, « beau-frère »), il apparaît pour la première fois à la télévision en 2000, aux côtés de son partenaire El Peito (de son vrai nom Antonio Rivera), dans l'émission de Jesús Quintero El Vagamundo sur Canal 2 Andalucia, où il fait partie des personnages naturels et farfelus que Quintero repère dans la rue et surnomme ses perros verdes (« chiens verts »). Il devient reconnaissable en 2007 grâce à son rire, qui lui vaut son surnom « El Risitas » (que l'on peut traduire par « le fou rire » en français), qui l'amène à devenir une figure d'Internet, notamment en France, à travers un mème Internet et ses nombreux détournements.
Il apparaît également en 2005 dans le film Torrente 3: El protector de Santiago Segura.
En septembre 2020, il subit l'amputation d'une jambe en raison de complications de type cardiovasculaires. En janvier 2021, un quotidien populaire espagnol, Marca, publie un article sur la situation médicale et financière que traverse Risitas : en plus de son amputation, il souffre de diabète et vit dans un hôpital de charité. Des membres du forum français « Blabla 18-25 ans » de Jeuxvideo.com organisent alors une cagnotte Leetchi pour lui venir en aide, laquelle atteint la somme de 14 063 €,. Dans cette somme, 5 000 € ont été reversés à l'hôpital de la Charité de Séville, qui accueille l'humoriste, et 2 000 € ont été consacrés à l'achat d'un fauteuil roulant électrique.
Le 4 mars de la même année, une vidéo est publiée par l'internaute à l'origine de la campagne de levée de fonds. On y aperçoit l'humoriste amputé de la jambe gauche, circulant sur son fauteuil électrique dans des rues en Espagne. Dans la vidéo, El Risitas lui-même ainsi que plusieurs de ses proches remercient à plusieurs reprises l'élan de solidarité parti du forum Internet, lui ayant permis de se procurer ledit fauteuil électrique,.
Il meurt le 28 avril 2021, à l'âge de 65 ans, à l'hôpital Virgen del Rocío de Séville, où il avait été transféré dans l'après-midi,,,,.

### Mème Internet
En juin 2007, El Risitas apparaît dans l'émission de Jesús Quintero Ratones Coloraos où il décrit un incident s'étant déroulé lorsqu'il travaillait comme plongeur. Il dit avoir laissé une vingtaine d'ustensiles de cuisine pour paella (paelleras) dans la mer durant la nuit pour les laver, sur le conseil de son supérieur, lequel affirmait que le sel de mer allait nettoyer les paelleras. Mais le matin, la marée était montée et il ne retrouva qu'une seule paellera. La vidéo originale est mise en ligne sur YouTube le 25 juin 2007 et est vue plus d'un million de fois pendant les huit ans précédant la naissance du mème.
Son rire, très communicatif, a valu à cette séquence un détournement : des extraits de l'émission ont été faussement sous-titrés dans une autre langue, dans des contextes différents, dans un but humoristique.
En mars 2014, une partie de l'entretien a été utilisée par des utilisateurs égyptiens pour se moquer du président de la République arabe d'Égypte Abdel Fattah al-Sissi. D'autres parodies furent alors créées, principalement pour parodier le milieu du jeu vidéo et des technologies. Les versions les plus vues des vidéos sous-titrées présentent Joya comme un designer de la GeForce GTX 970 ou ingénieur de la GeForce RTX 3070 de Nvidia, comme ingénieur AMD à propos de la carte graphique Radeon Fury X, ainsi que comme designer de Team Fortress 2, comme un employé de Valve qui parle de Dota 2 et un représentant de Canon qui parle d'un de leurs appareils photo.
En mars 2015, le mème prend de l'ampleur lors de la réintroduction du MacBook. Risitas est sous-titré comme étant un designer du prototype. En un mois, la vidéo est vue cinq millions de fois. L'influence de ce mème est depuis comparée à Hitler dans le film La Chute. Le même mois, une parodie francophone prend une grande ampleur, Risitas étant présenté comme le père du Premier ministre français Manuel Valls,. En avril, une autre vidéo qui se moque d'une affaire politique slovaque, connue sous le nom de l'affaire Váhostav, devient populaire. Risitas est sous-titré par Ján Gordulič (sk), un metteur en scène slovaque populaire.
En mai de la même année, le mème connaît un nouveau succès après la décision de Valve de monétiser le modding sur la plateforme Steam. En France, le « délire » (mot utilisé comme synonyme de mème sur les forums cités ci-après)[réf. nécessaire] autour d'El Risitas connait une forte popularité sur les forums du site Jeuxvideo.com, en particulier sur le « Blabla 18-25 ans », où les membres produisent de nombreux détournements de l'image de l'humoriste et de Jesús Quintero, et sont en grande partie responsables de sa notoriété.
En 2016, la petite ville d'Issou, en région parisienne, connaît également une importante médiatisation, à la suite de nombreux détournements sur Internet provenant notamment du même forum, jouant sur la proximité entre la prononciation de « Jesús » et « Issou ». L'emplacement Google Maps de la mairie est vandalisé, ainsi que ceux de certains commerces par des internautes qui y ajoutaient la photo de l'acteur espagnol.
En 2016 également, la plateforme en ligne Risibank est imaginée, puis créée par des membres du forum « Blabla 18-25 ans ». Il s'agit à l'origine d'une banque d'images, GIFs et montages humoristiques disponibles librement, centrés uniquement sur le détournement du seul mème El Risitas, et de l'image de l'humoriste et de Jesús Quintero.
Le concept finit par s'élargir, pour regrouper plus généralement des images humoristiques sur tous les sujets, détournées depuis des images d'hommes politiques, de personnalités d'Internet…
Au départ Risibank est directement liée aux forums Jeuxvideo.com, de par le mécanisme de copie directe des images vers ce site, mais finit par devenir un site indépendant, relié à d'autres forums. En 2023, la banque d'images atteint les 300 000 fichiers postés.

## Filmographie

### Cinéma
- 2005 : Torrente 3: El protector

### Télévision
- 2000-2002 : El Vagamundo, Canal 2 Andalucía
- 2002-2005 : Ratones Coloraos, Canal Sur Televisión
- 2005-2012 : El loco de la colina, La 1
- 2007–2012 : El Gatopardo, Canal Sur[Laquelle ?]